# Barra de cereal

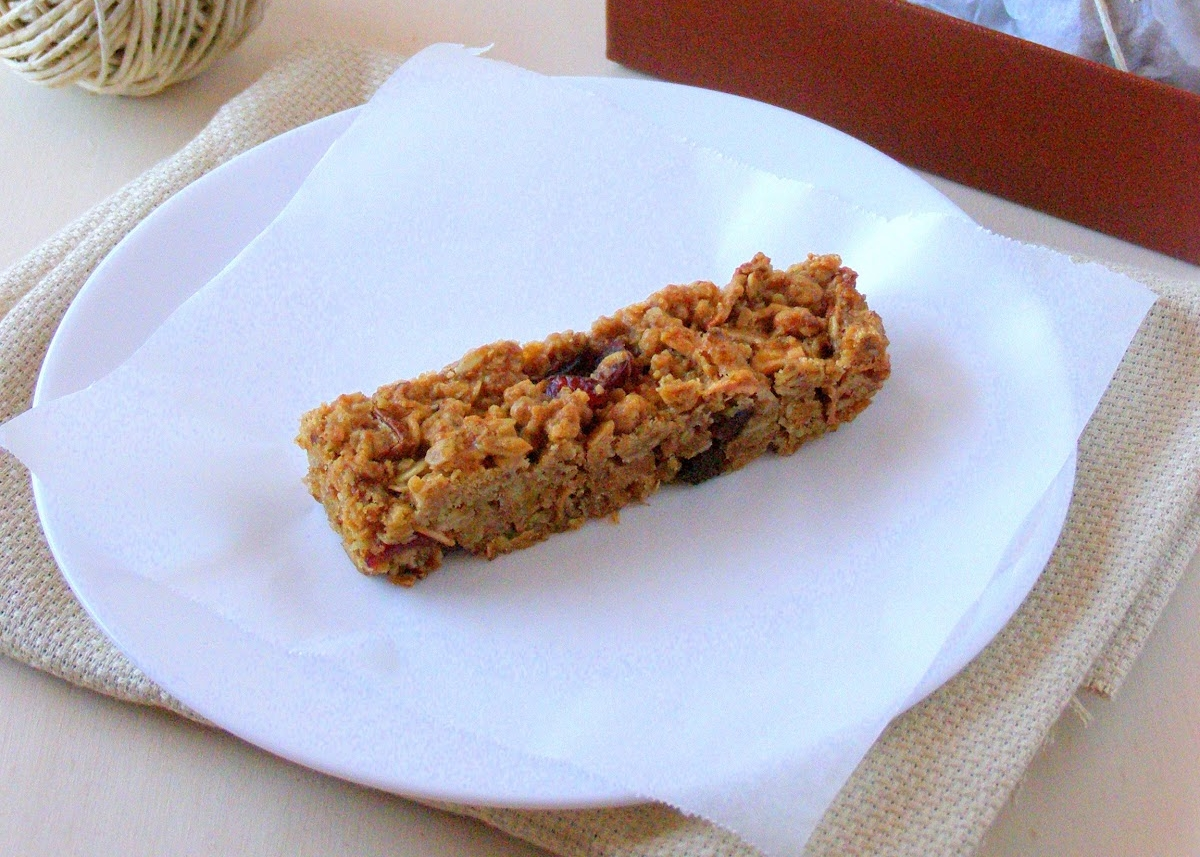
Prato com uma barra de cereal

Uma barra de cereal é uma barra suplementar que contêm cereais e outros alimentos de alto valor energético, destinadas a pessoas que precisam de energia rápida, mas não têm tempo para uma refeição.

## Nutrição
A energia dos alimentos vem de três fontes: gordura, proteína e carboidratos. Uma barra energética típica pesa entre 30 e 50 ge provavelmente fornece cerca de 200–300 Cal (840–1.300 kJ), 3–9 g de gordura, 7–15 g de proteína e 20–40 g de carboidratos. Para fornecer energia rapidamente, a maioria dos carboidratos são vários tipos de açúcares como frutose, glicose, maltodextrina e outros em várias proporções, combinados com fontes de carboidratos complexos como aveia e cevada. As proteínas vêm principalmente na forma de digestão rápida proteína de soro de leite. As barras energéticas geralmente não contêm álcoois de açúcar, pois essas barras, devido ao tipo de teor de carboidratos, não requerem adoçantes de baixa caloria para melhorar seu sabor. As gorduras nas barras energéticas são reduzidas ao mínimo e as suas principais fontes são frequentemente a manteiga de cacau e o chocolate preto.[carece de fontes?]

## Uso
As barras energéticas são utilizadas como fonte de energia durante eventos atléticos como maratona, triatlo e outros eventos e atividades ao ar livre, onde o gasto de energia é alto, por um período mais longo de tempo.